# C Intermediate Language
Pour les articles homonymes, voir CIL.
C Intermediate Language (CIL) est un langage intermédiaire, sous-ensemble simplifié du langage de programmation C.
C'est également un ensemble d'outils libres publiés sous licence BSD pour:
- analyser et transformer ce langage intermédiaire
- transformer des programmes écrits en C de et vers ce langage.

CIL est utilisé par CCured, un compilateur qui compile un programme écrit en C en un code offrant un typage sûr en analysant l'utilisation des pointeurs et en insérant des vérifications à l'exécution là où le typage ne peut pas être déterminé statiquement.